# 코셈
코셈(영어: COXEM)은 대한민국의 주사전자현미경(SEM) 기반 융복합장비 기업이다.

### 내용주
1. ↑  나이스평가정보와 한국발명진흥회의 기술성 평가 등급: A